# قومية سامي
قومية سامي (ويعرف أيضا باللابيون نسبة إلى المنطقة اللابية) (Sámi أو Saami، وبالإنجليزية Lapps أو Laplanders) هم سكان المنطقة الشمالية في عدد من دول شمال اوروبا والتي تعرف عندهم باسم سابمي (Sápmi)، وتشكل هذه المنطقة حالياً جزءاً من شمال السويد والنرويج وفنلندا وشبه جزيرة كولا الروسية. تمتد رقعة وطن قومية سامي (اللابيون) التاريخي بمساحة تعادل تقريبا مساحة دولة السويد في دول الشمال. تتكلم قومية سامي بلغات سامي، والتي تصنف ضمن مجموعات اللغات الفينية (Finnic languages).
جعل الاندماج الحضاري الذي قام به اللابيين (السامي) عبر مرور السنين في كل من الدول الأربع المذكورة أعلاه من الصعب بمكان تقدير عدد أفراد هذه القومية. وعلى الرغم من ذلك فإنه وبتقدير أولي يتراوح بين 85,000 و135,000  وذلك في المنطقة الشمالية من أوروبا، بما فيها المناطق المتمدنة، مثل أوسلو عاصمة النرويج، والتي تعد فعلياً خارج نطاق منطقة المعروفة ب«سابمي». تعيش نصف قومية ساما تعيش في النرويج، لكن العديد منهم يعيشون أيضاً في السويد، وتعيش جماعات صغيرة منهم في أقصى شمال فنلندا وروسيا. عانوا في الماضي من بعض أشكال الاضطهاد العرقي، إلا انه بداية من أواخر القرن العشرين تم الاعتراف بلغاتهم وثقافتهم وحقوقهم ولهم حاليا برلمانات مستقلة مُنتخَبة تدير شئونهم الداخلية في كل من النرويج والسويد وفنلندا ومجلس غير مُعترف به في روسيا.
تقوم قومية سامي (اللابيون) بالعديد من النشاطات المعيشية التقليدية في حياتها اليومية، بما فيها صيد الأسماك على السواحل وفي الداخل (بحيرات وأنهار) وصيد الحيوانات من أجل الفراء، والرعي وما إلى ذلك. إلا أن أشهر هذه النشاطات هو رعي قطعان الوعول والتي يقوم بها حوالي عشرة بالمئة من قومية سامي ويعتمد 2800 منهم عليها كمصدر أساسي للمعيشة. تمدّن حالياً الكثير من أفراد قومية سامي والذين أصبحوا يعيشون في المدن داخل وخارج نطاق منطقة سابمي ويمتهنون أعمالاً ووظائف عصرية.

## لمحة تاريخية

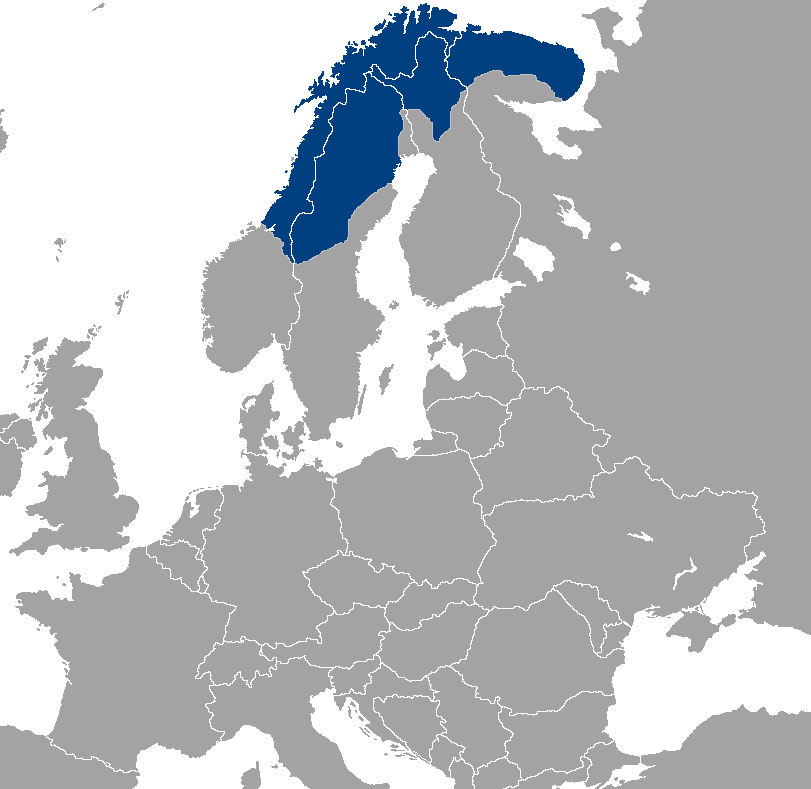
المنطقة التي يتوزع فيها أفراد قومية سامي

تعود جذور شعب سامي إلى منطقة الفولغا الوسطى والعليا إلى المجموعات التي صنعت الخزف النسيجي. بدأت هذه المجموعات في الانتقال إلى الشمال الغربي من هذه المنطقة الأصلية المبكرة للشعوب الأورالية في الربعين الثاني والثالث من الألفية الثانية قبل الميلاد. سلكوا في رحلتهم طرق الأنهار القديمة في شمال روسيا والتي استخدمت لآلاف السنين. توقفت بعض هذه الشعوب، التي تحدثت أصلًا باللغة الأورالية الغربية نفسها، وظلوا في المناطق الواقعة بين كاريليا ولادوغا وبحيرة إيلمين، وفي مناطق أبعد في الشرق والجنوب الشرقي. كان شعب سامي أحد هذه الشعوب التي انتهى بها المطاف في ليكلاند الفنلندية منذ 1600 حتى 1500 سنة قبل الميلاد.

تطورت لغة سامي أولًا في الجانب الجنوبي من بحيرتي أونيغا ولادوغا ومن هناك انتشرت أبعد. عندما امتد المتحدثون بهذه اللغة إلى منطقة فنلندا المعاصرة، وواجهوا مجموعات من 

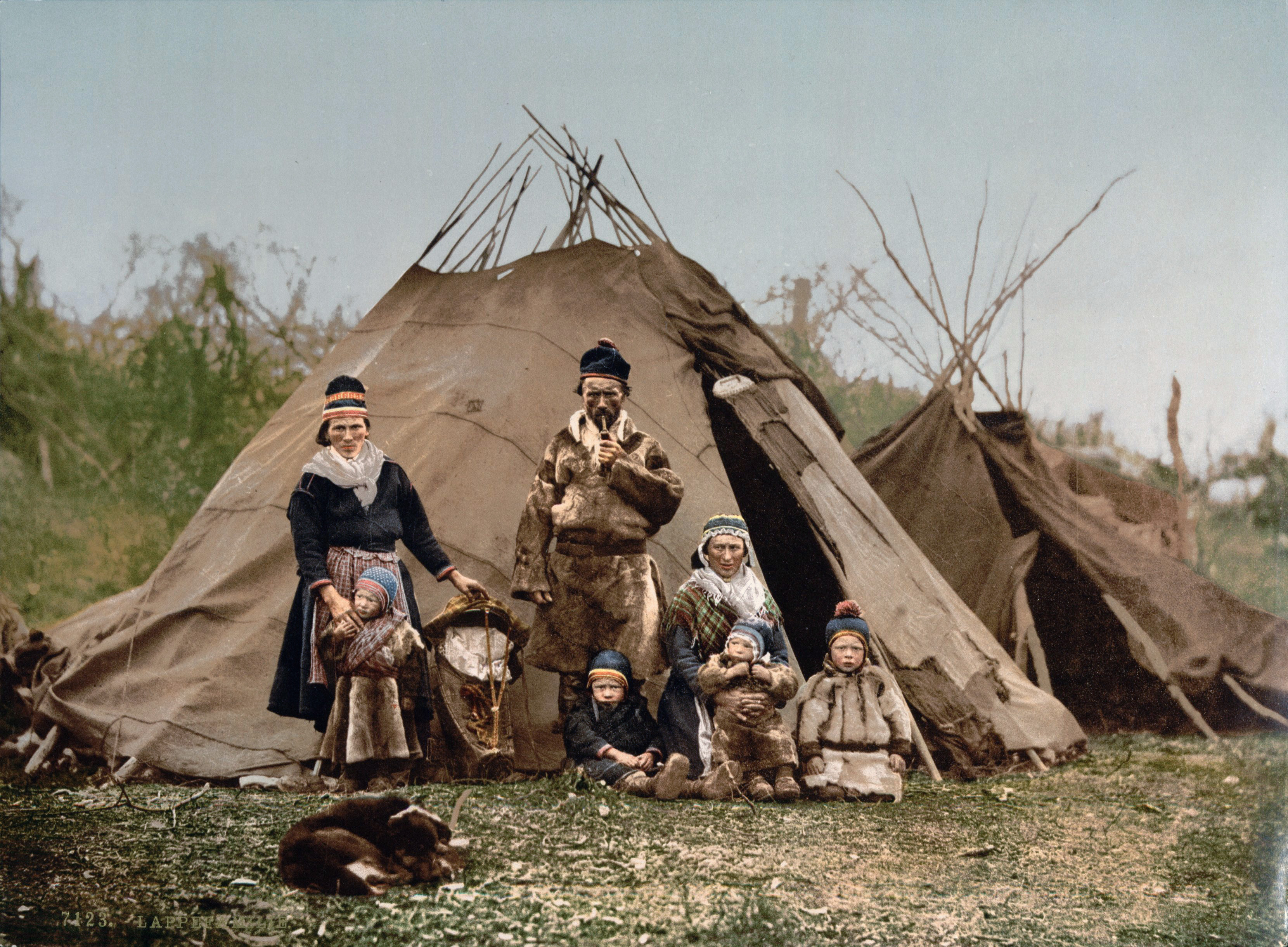
عائلة من قومية سامي في النرويج حوالي عام 1900

الشعوب التي تحدثت العديد من اللغات القديمة الأصغر التي انقرضت لاحقًا. ولكن، تركت هذه اللغات آثارها في لغة سامي. عندما انتشرت اللغة أبعد، انقسمت إلى لهجات. تطور التوزيع الجغرافي لشعب سامي على مدار التاريخ. احتل شعب سامي منذ العصر البرونزي المنطقة الواقعة على طول ساحل فينمارك وشبه جزيرة كولا. تزامن هذا مع وصول الجينوم السيبيري إلى إستونيا وفنلندا، ويتوافق هذا غالبًا مع إدخال اللغات الفنلندية الأوغرية في المنطقة.
يمكن العثور على النقوش الصخرية والاكتشافات الأثرية مثل المستوطنات التي يعود تاريخها إلى نحو 10,000 قبل الميلاد في لابلاند وفينمارك، ولكن لم يُثبت ارتباطها بشعب سامي. أطلق الباحثون على هؤلاء الصيادين والجامعين من أواخر العصر الحجري القديم وأوائل العصر الحجري المتوسط اسم كومسا. ولكن لم يعرف الاسم الذي أطلقوه على أنفسهم.

### العلاقة بين شعب سامي والدول الاسكندنافية

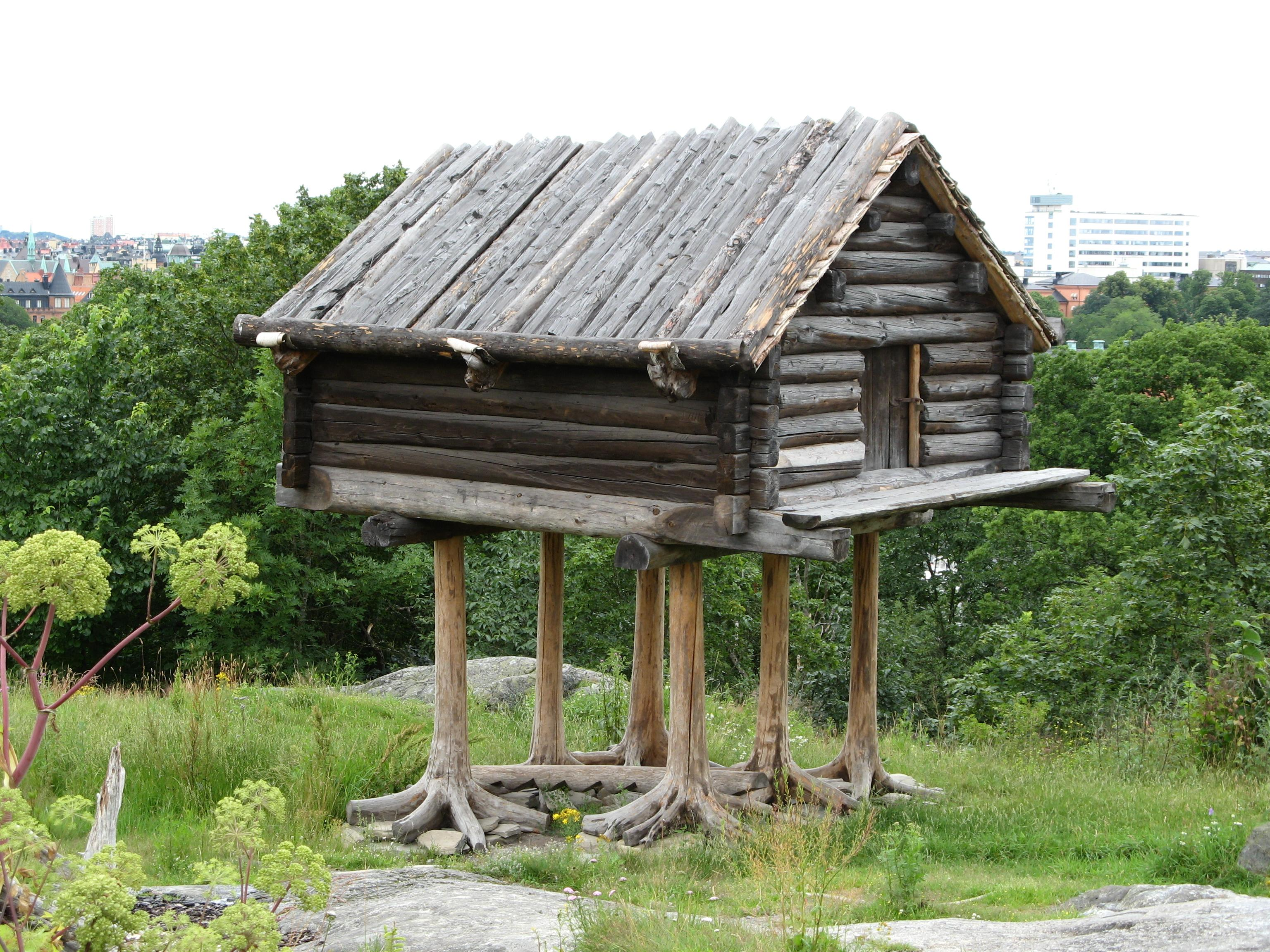
مخزن مؤونة تقليدي لسكان قومية ساما

تمتع شعب سامي بعلاقة معقدة مع الإسكندنافيين، وهم الشعوب المهيمنة في الدول الإسكندنافية الذين تحدثوا باللغات الإسكندنافية وأسسوا، وبالتالي سيطروا، على مملكتي النرويج والسويد التي عاش فيها غالبية شعب سامي. رغم أن شعب سامي عاش في فينوسكنديا لنحو 3500 عام، لم تسبق مستوطنة شعب سامي الاستيطان الإسكندنافي في الدول الاسكندنافية، كما يُفترض أحيانًا. عاش الإسكندنافيون وأسلافهم أساسًا في جنوب الدول الإسكندنافية لآلاف السنين قبل وصول شعب سامي إلى شبه الجزيرة من وطنهم الفنلندي-الأوغري. كان الاتصال بين شعب سامي والإسكندنافيين قليلًا نسبيًا لقرون. عاش شعب سامي أساسًا في المناطق الداخلية لشمال فينوسكنديا، بينما عاش الإسكندنافيون في جنوب الدول الاسكندنافية واستعمروا الساحل النرويجي تدريجيًا؛ بدأت النرويج والسويد منذ القرن الثامن عشر وخصوصًا في القرن التاسع عشر بفرض سيادتهما بقوة أكبر في الشمال، واستهدفا شعب سامي بسياسات هدفت إلى الاستيعاب القسري. قبل اعتماد سياسات الاستيعاب القسري، تجاهل النرويجيون والسويديون شعب سامي كثيرًا ولم يتدخلوا كثيرًا في أسلوب حياته. منذ القرن التاسع عشر، بدأت السلطات النرويجية والسويدية تعتبر سامي شعبًا «متخلفًا» و«بدائيًا» بحاجة إلى «التحضر».

### الحدود الجنوبية لمستوطنة سامي في الماضي
كان مقدار توسع شعب سامي جنوبًا في الماضي موضع خلاف بين المؤرخين وعلماء الآثار لسنوات عديدة. استنتج المؤرخ النرويجي ينغفار نيلسن، بتكليف من الحكومة النرويجية في عام 1889 للبت في هذه المسألة لتسوية المسائل المعاصرة المتعلقة بحقوق أراضي سامي، لم يعيش شعب سامي أبعد من ليرن في مقاطعة نور ترونديلاغ جنوبًا حتى نحو عام 1500، عندما بدأوا في الانتقال جنوبًا، وصولًا إلى المنطقة المحيطة ببحيرة فيموند في القرن الثامن عشر. ما تزال هذه الفرضية مقبولة بين العديد من المؤرخين، ولكنها كانت موضوع نقاش أكاديمي في القرن الحادي والعشرين. أشارت العديد من الاكتشافات الأثرية في السنوات الأخيرة إلى وجود شعب سامي في جنوب النرويج في العصور الوسطى، وفي جنوب السويد، وشملت الاكتشافات في ليشا، وفانغ، وفالدريس، وهولئ وآل في هالينغدال. يفترض أنصار تفسيرات هذه الاكتشافات على أنها تعود لشعب سامي، وجود مجموعة مختلطة من السكان الإسكندنافيين وشعب سامي في المناطق الجبلية في جنوب النرويج في العصور الوسطى.

### أصول شعب سامي النرويجين البحري
حرفة الصيد
لطالما كان صيد الأسماك مصدر الرزق الرئيسي للعديد من شعب سامي الذين عاشوا دائمًا في المناطق الساحلية. يُظهر البحث الأثري أن شعب سامي عاشوا على طول الساحل وعاشوا سابقًا بعيدًا في الجنوب، وشاركوا أيضًا في أعمال أخرى غير رعي الرنة (مثل صيد الأسماك، والزراعة، والحدادة)، وكان صيد الأسماك على طول الساحل الشمالي للنرويج، خاصةً في جزر لوفوتين وفيستيرولن، منتجًا جدًا مع مجموعة متنوعة من الأسماك، وكان خلال العصور الوسطى مصدرًا رئيسيًا للدخل لكل من الصيادين وملكية النرويج. ولكن تضاءلت عائدات الضرائب من هذه الحرفة كثيرًا بعد الانخفاض الهائل في عدد السكان بسبب الموت الأسود. قدمت السلطات المحلية حوافز لشعب سامي -لمواجهة الضغوط السكانية التي عانوا منها- للاستقرار في المزارع الشاغرة حديثًا، بسبب الأرباح الاقتصادية الضخمة التي أمكن تحقيقها من مصائد الأسماك هذه. بدأ هذا التقسيم الاقتصادي بين شعب سامي البحري، الذي اصطاد على نطاق واسع قبالة الساحل، وشعب سامي الجبلي، الذي استمر بصيد الرنة والطرائد الصغيرة، ورعى الرنة لاحقًا. حتى أواخر القرن الثامن عشر، كان العديد من شعب سامي ما يزالون يستقرون في المزارع التي هجرت منذ خمسينيات القرن الثالث عشر. بعد سنوات عديدة من الهجرة المستمرة، أصبح شعب سامي البحري أكثر عددًا بكثير من رعاة الرنة، الذين لا يشكلون اليوم سوى 10% من مجموع شعب سامي. هناك أيضًا مشاورات جارية في الأزمنة المعاصرة بين حكومة النرويج والبرلمان شعب سامي حول حق شعب سامي الساحلي في صيد الأسماك في البحار على أساس الاستخدام التاريخي والقانون الدولي. خضع التنظيم الحكومي لمصائد الأسماك البحرية لتغييرات جذرية في أواخر الثمانينيات. ربطت القاعدة التنظيمية الحصص بالسفن وليس بالصيادين. وزعت هذه الحصص المحسوبة حديثًا مجانًا على السفن الأكبر حجمًا على أساس كمية الصيد في السنوات السابقة، ما أدى إلى خروج السفن الصغيرة في مناطق سامي من نظام الحصص الجديد إلى درجة كبيرة.

#### شعب سامي الجبلي
عندما استقر شعب سامي البحري على طول المضايق النرويجية والممرات المائية الداخلية، سعيًا نحو مزيج من الزراعة وتربية الماشية والصيد وصيد الأسماك، واصلت الأقلية الجبلية صيد الرنة البرية. في نحو عام 1500، بدأوا في ترويض هذه الحيوانات في مجموعات رعي، وأصبحوا معروفين برعاة الرنة الرّحل، صورهم الغرباء غالبًا على أنهم يتبعون أسلوب حياة سامي التقليدي. اضطر شعب سامي الجبلي إلى دفع ضرائب لثلاث ولايات، النرويج والسويد وروسيا، التي عبروا حدودها أثناء هجرات الرنة السنوية؛ تسبب هذا في استياء كبير على مر السنين. بين عامي 1635-1659، أجبر التاج السويدي المجندين السويديين وسائقي عربات من شعب سامي على العمل في منجم في ناسافيل، ما أدى إلى هجرة العديد من شعب سامي من المنطقة لتجنب العمل القسري. فانخفض نتيجةً لذلك عدد سكان بيتي ولولي من شعب سامي كثيرًا.

#### ما بعد القرن التاسع عشر
ازدهر نمط حياة شعب سامي لفترات طويلة من الزمن بسبب تكيفهم مع بيئة القطب الشمالي. وفي الحقيقة، عُزز العنصر الثقافي سامي طوال القرن الثامن عشر، عندما عانى النرويجيون في شمال النرويج من انخفاض أسعار الأسماك وما ترتب على ذلك من انخفاض عدد السكان، بسبب استقلال شعب سامي غالبًا عن الإمدادات من جنوب النرويج.
ازداد الضغط لتنصير شعب سامي خلال القرن التاسع عشر، بعد اعتناق بعض شعب سامي اللايستادينية. وتعرضت لغة سامي وطريقة حياتهم التقليدية لضغوط متزايدة من التطبيع الثقافي القسري بسبب إدخالهم سبع سنوات إلزامية في المدرسة في عام 1889. تعرض شعب سامي أحيانًا لتحسين النسل من خلال التعقيم القسري[بحاجة لمصدر] منذ عام 1934، في عهد حزب العمال الاشتراكي الديمقراطي. تبع ذلك أيضًا تنمية اقتصادية قوية في الشمال، ما أعطى الثقافة واللغة النرويجية مكانة أعلى.
كانت السلطات أقل تشددًا على الجانبين السويدي والفنلندي، رغم حظر لغة سامي في المدارس، وأدى التطور الاقتصادي القوي في الشمال إلى إضعاف الوضع الثقافي والاقتصادي للسامي. أنشأت الحركة السياسية السويدية للفصل العنصري منذ عام 1913 حتى عام 1920، معهدًا بيولوجيًا قائمًا على العرق، جمع المواد البحثية من الأشخاص الأحياء والموتى في المقابر، ونساء شعب سامي المعقمات. شُجع المستوطنين السويديين على مر التاريخ، على الانتقال إلى المناطق الشمالية بتقديم الحوافز لهم، مثل حقوق الأرض والمياه، والإعفاءات الضريبية، والإعفاءات العسكرية.